# Кюнстлер, Карл
Карл Кюнстлер (нем. Karl Künstler; 12 января 1901, Целла, Дингельштедт, Германская империя — апрель 1945, Нюрнберг, нацистская Германия) — оберштурмбаннфюрер СС, комендант концлагеря Флоссенбюрг.

## Биография
Карл Кюнстлер родился 12 января 1901 года в семье парикмахера. После окончания школы с 1915 года работал на почте в Касселе. В 1919 году поступил на службу в рейхсвер, во время которой обучался в армейском училище управления и экономики. В 1929 году женился, в браке родилось двое детей. В 1931 году, дослужившись до фельдфебеля, Кюнстлер демобилизовался из рейхсвера.
В 1931 году был зачислен в ряды СС (№ 40005). 1 августа 1932 года НСДАП (билет № 1238648). В 1934 и 1935 году служил в войсках СС особого назначения в Йютербоге и недолгое время в соединениях «Мёртвой головы» «Бранденбург». В 1936 году после успешного прохождения учебного курса в юнкерской школе СС в Бад Тёльце был переведён в штандарт СС «Верхняя Бавария» и в декабре 1939 года стал командиром этого штандарта.
В январе 1939 года стал комендантом концлагеря Флоссенбюрг, после того как предыдущий комендант Якоб Вайзеборн покончил жизнь самоубийством. При Кюнстлере  смертность в лагере возросла. Кроме того, он отвечал за массовые казни польских и советских заключенных, а также ввёл двухнедельный отпуск для охранников, расстреливавших заключенных при побегах. В августе 1942 году был снят с должности Освальдом Полем. Комендантом лагеря стал Эгон Циль. Причинами его замены стали распутный образ жизни и хронический алкоголизм. Впоследствии был переведён в дивизию СС «Принц Евгений» и, вероятно, в апреле 1945 года погиб при битве за Нюрнберг. 4 ноября 1949 года окружной суд Эрлангене признал его умершим.